# 821 هـ
821 هـ هي سنة في التقويم الهجري امتدت مقابلةً في التقويم الميلادي بين سنتي 1418 و1419.

## مواليد
- أبو عمرو عثمان بن محمد المنصور
- أجود بن زامل

## وفيات
- أبو العباس القلقشندي